# Gurzil

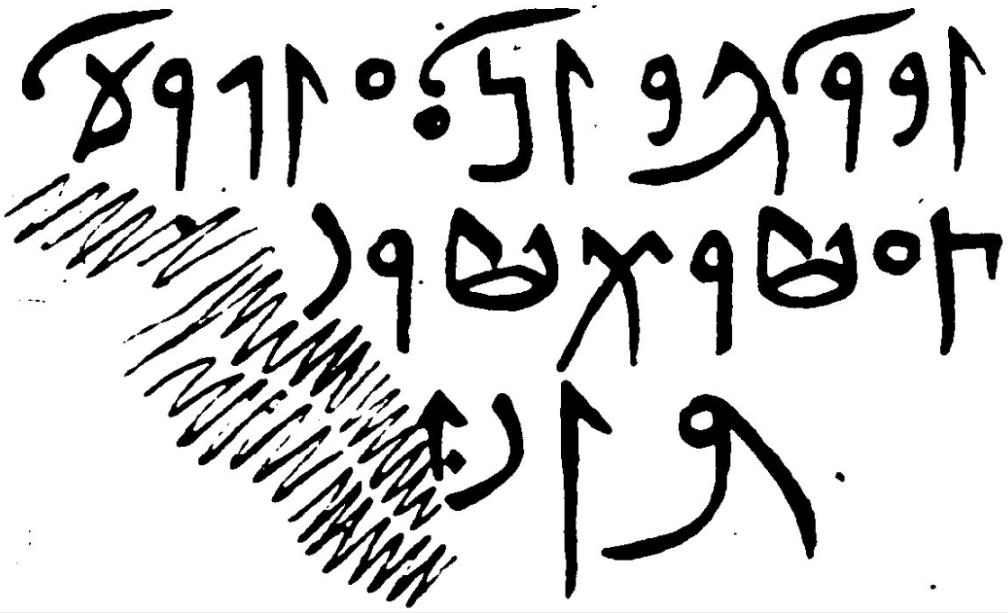
Inscrição neopúnica que cita Gurzil

Gurzil era uma importante divindade berbere antiga. É conhecido por duas fontes, o poema latino João (Iohannis) do poeta romano cristão do século VI Flávio Crescônio Coripo e uma inscrição neopúnica de Lépcis Magna. Segundo Coripo, os leuatas da Tripolitânia carregavam a representação dele na forma de um touro à batalha contra os romanos quando se revoltaram junto com os austúrios em 546. Consideravam-no descendente de Amom, presumivelmente o Amom cujo templo estava em Siuá, no Egito, e uma vaca. Coripo também citou ídolos de madeira e metal, presumivelmente também imagens dele. Após várias batalhas, os leuatas e seus aliados foram derrotados. Jerna, o chefe e sumo-sacerdote deles, foi morto ao tentar resgatar a imagem, que foi destruída. A combinação de funções reais e sacerdotais em Jerna não é atestada entre os antigos berberes.
A inscrição neopúnica está parcialmente danificada e resiste à interpretação. As últimas quatro letras da primeira linha soletram o nome de Gurzil, enquanto as quatro primeiras da segunda linha soletram Satur. Se este último é o deus romano Saturno, isso sugere que foi equiparado a Gurzil pela Interpretatio romana. Este seria o único caso conhecido de tal interpretação entre os berberes. A inscrição pode ser lida "[fulano] dotou as despesas para Gurzil-Saturno". O nome de Gurzil pode ser detectado em outros lugares na toponímia da Tripolitânia. Um templo entre as ruínas de Gerisa (Guirza) na Líbia pode ter sido dedicado a ele, e o próprio nome da cidade pode até estar relacionado ao seu nome. De acordo com o escritor muçulmano do século IX Albacri, havia um lugar chamado Guerza na Tripolitânia com um santuário no topo de uma colina contendo um ídolo de pedra que as tribos berberes da região circundante ainda adoravam. A escultura em relevo de um deus com chifres em Volubilis foi provisoriamente identificada como Gurzil. Esta seria a única evidência de sua adoração fora da Tripolitânia, mas a identificação é altamente especulativa.